# Batalla aérea sobre Ophira
La batalla aérea de Ofira fue una de las primeras batallas aéreas de la guerra de Yom Kippur. El 6 de octubre de 1973, Egipto lanzó un ataque sorpresa masivo contra Israel que incluyó a más de 200 aviones egipcios participando en un ataque aéreo de apertura. En uno de los primeros enfrentamientos cerca de la Base aérea de la Fuerza Aérea Israelí en Sharm el-Sheikh, en el extremo sur de la Península del Sinaí, dos F-4E Phantom II israelíes habrían atacado a una gran formación 20 MiG-17F de la Fuerza Aérea egipcia y sus ocho escoltas MiG-21MF en su camino hacia Atacar las posiciones israelíes en la zona. Al final de la breve batalla de seis minutos, se confirmó que siete MiG fueron derribados según cuenta la versión israelí. Los MiG restantes se retiraron y los Phantoms israelíes regresaron a su base.

## Preludio
En el verano de 1973, el vuelo 114 de Libyan Arab Airlines voló accidentalmente sobre el Sinaí. Fue interceptado por la IAF y se le ordenó aterrizar, pero se negó y posteriormente fue derribado. El alto mando de la IAF temía que esto pudiera llevar a una represalia contra el avión El-Al en ruta hacia Sudáfrica y de regreso y, por lo tanto, mantenía los aviones de combate preparados para una posible represalia, en alerta de reacción rápida (QRA) en Ofir. Estas aeronaves también estaban destinadas a contrarrestar la amenaza egipcia que suponía para la pequeña flotilla de la Marina israelí del Mar Rojo y las baterías de misiles Hawk que protegían los estrechos del Mar Rojo desde los MiG egipcios en Hurghada. El comandante de la base en ese momento era Ya'acov 'Yak' Nevo.
Dos escuadrones F-4E de la IAF, del escuadrón 107 estaban presentes en Ofira en cuento inicio la guerra Yom Kippur, el 6 de octubre de 1973, cuando estalló la guerra. Fueron tripulados por cuatro aviadores: el piloto Amir Nahumi con el navegante Yossi Yavin y el piloto Daniel Shaki con el navegante David Regev, todos relativamente inexpertos en ese momento. A las 9:00 a. m. se les emitió una alerta roja por parte del controlador. A la 1:50 p. m. las sirenas sonaron. Varias formaciones de bajo vuelo que se aproximaban fueron detectadas en el radar, pero el controlador no revolvió a la pareja, sin darse cuenta de la importancia del ataque. Ya no esperando que la orden se apresurara, Nahumi ordenó a los pilotos que pusieran en marcha los aviones y se fueran, sin embargo, Nahumi fue el único que despegó, mientras que el resto de los F-4E se quedaron en tierra. El piloto Shaki fue otro que se unió a él. Los dos fueron los únicos que lograron despegar de la base, Nahumi luego describió la escena:
"Decidí despegar, y segundos después bombardearon la pista. Si hubiéramos esperado más tiempo, no hubiéramos podido hacerlo. Había siete formaciones de cuatro aeronaves de MiG-17 y dos de cazas MiG-21."

## Batalla según la versión israelí
Poco después de despegar, los MiG comenzaron a bombardear las pistas. Nahumi le ordenó a Shaki que botara los tanques de combustible desmontables y que tomara el extremo oeste de la base mientras él tomaba el este. Nahumi trasldirigir al lado este, después de ver a varios MiGs egipcios, logró ponerse detrás de uno y luego derribó al MiG con un misil AIM-9 Sidewinder. Se volvió hacia la base y cruzó el camino de dos MiG que lo bombardeaban. Estos se levantaron en vuelo a gran altura y se fueron volando de la base, Nahumi no los persiguió. La batería MIM-23 Hawk de la base se mantuvo sin lanzar un misil, ya el fuego de misiles podría ocasionar bajas aliadas, los controladores se negaron para evitar algún misil chocara con uno de los aviones israelíes, y dos MiG se lanzaron para destruirlo. Nahumi comenzó a perseguir al líder MiG volando lo más bajo posible y disparó su cañón Gatling M61 Vulcan, pero falló. El MiG abortó su misión de bombardeo. Nahumi intentó perseguirlo, pero descubrió que su motor izquierdo había sufrido una parada de compresor, probablemente tras adsorber el humo del fuego de los cañones. Después de un corto período de vuelo con un motor, logró reiniciar el motor y pero se separó del MiG que perseguía, para atacar a otros dos que estaban en la cola de su compañero. El MiG líder se volvió bruscamente hacia él. Nahumi se detuvo hasta que estuvo frente al MiG y lo derribó mientras pasaba. El segundo MiG huyó.
Nahumi luego vio otro par de MiG-17 atacando una unidad de comunicaciones cerca de la bahía. Estos se sorprendieron al encontrar a Nahumi y uno de ellos disparó sus misiles aire-tierra contra el Phantom. El Phantom de Nahumi logró derribar derribó ese MiG con un misil AIM-7 guiado por radar desde una distancia de 600 metros. Shaki, mientras tanto, había derribado tres aviones y estaba buscando el cuarto, cuando los MiG-21MF atacaron. Uno de ellos se encontró en una posición inferior y descendió a una velocidad de 500 nudos al nivel del mar, sin embargo, el piloto egipcio debido a la velocidad no logró enderezar su avión causando que el mismo golpee el agua y rebotó dos veces, antes de hundirse, los demás MiG-21 se negaron a entrar en combate contra Shaki y decidieron volar a gran altura para evitar el combate. Shaki se estaba quedando sin combustible y decidió aterrizar en la pista dañada. Nahumi fue cegado por un destello de luz que se reflejaba en otro par de MiG que intentaban escapar. Nahumi derribó a uno y su compañero huyó a la seguridad de las montañas. Nahumi también casi se quedó sin combustible y decidió no perseguirlo.

## Versión egipcia
Según los egipcios, la Base Aérea de Ras Nasrani, el antiguo nombre egipcio de Ofir, estaba efectivamente entre varias bases israelíes en el Sinaí objetivo del ataque aéreo egipcio el 6 de octubre, en el que participaron alrededor de 220 aviones. Los cazas MiG-21 escoltaron a los MiG-17 en el ataque aéreo contra Ras Nasrani fueron parte del No. 25 Sqn de la 102a Ala Aérea de la EAF. Los MiG-21 no participaron en el ataque terrestre y, según los pilotos, nunca se encontró ninguna oposición aérea.
Los comandantes egipcios afirman que se perdieron cinco aviones en el primer ataque aéreo de la guerra; Saad el-Shazly, el jefe de personal egipcio, declaró que las pérdidas totales desde el 6 de octubre hasta la mañana del 7 de octubre fueron de cinco aviones. Otro comandante egipcio, Abdel Ghani el-Gamasy, reportó solo cinco pérdidas de aviones por todo el ataque aéreo, al igual que otras fuentes. Otra fuente menciona la pérdida de siete aviones a combatientes israelíes y varios otros a fuego antiaéreo. Simon Dunstan menciona la afirmación de que el ataque aéreo resultó en un total de cinco pérdidas de aviones egipcios (aunque sin especificar qué bases aéreas fueron atacadas), sin embargo, coloca las pérdidas egipcias para el ataque inicial en "casi 40 aviones".

## Secuelas
Nahumi y Shaki consultaron el controlador de aire que se mantenía en alerta, después de esperar otro ataque de los egipcios, el controlador notifico a los pilotos que no había más aviones en el área y decidieron aterrizar casi sin combustible, en la pista paralela, que era más corta pero menos dañada. Una vez en tierra, comenzaron a preparar sus aviones para otro ataque egipcio, que nunca se materializó. Los cuatro aviadores más tarde obtuvieron la Medalla por Servicio Distinguido por su desempeño durante la batalla.
- Datos: Q1039366